# Abdul Aziz Ghazi
Maulana Abdul Aziz Ghazi (Urdu مولانا عبدالعزیز‎; * 1960 in Belutschistan) ist ein pakistanischer Prediger. Er ist der Sohn von Maulana Muhammad Abdullah und der Bruder von Abdul Rashid Ghazi. Aziz wurde 2009 vom Obersten Gerichtshof Pakistans freigelassen und 2013 freigesprochen.

## Jamia Faridia
1985 ernannte ihn sein Vater zum Vizekanzler der Faridia-Universität. Er spielte eine entscheidende Rolle in den Gründungsjahren des Seminars und trug zur Gründung der Darul Ifta-Abteilung am Seminar und zur Gründung von Maktaba Faridia bei, einem großen religiösen Verlag und einer Buchhandlung.
Er leitete von 1998 bis zu dem Aufstand im Juli 2007 gemeinsam mit seinem Bruder Rashid die Rote Moschee in Islamabad. Während Rashid bei den Kämpfen ums Leben kam, wurde Abdul, durch eine Burka als Frau verkleidet, bei der Flucht gefasst. 2009 wurde er auf Kaution freigelassen. Seitdem fungiert er wieder in der Roten Moschee als Imam. Er trägt zudem den Ehrentitel Maulana (persisch مولانا „unser Herr/Meister“; von arabisch مولى maulā ‚Herr‘). Er steht den Taliban nahe. So lange Ghazi von der Polizei unangetastet bleibe, so lange könne der Kampf gegen den Extremismus in Pakistan nicht erfolgreich sein, sagt der pakistanische Oppositionelle Jibran Nasir. In einem Interview lehnte es Ghazi ab, den Terroranschlag von Peschawar 2014 zu verurteilen.